# 45 Fremont Center
45 Fremont Center je mrakodrap v kalifornském městě San Francisco v USA. Má 34 pater a výšku 145 metrů. Byl dokončen v roce 1978 podle projektu společnosti Skidmore, Owings & Merrill.